# Презумпція невинності (фільм, 1990)
«Презумпція невинності» (англ. Presumed Innocent) — американський юридичний трилер 1990 року, заснований на однойменному романі Скотта Туроу 1987 року. Режисер Алан Пакула, автори сценарію — Пакула та Френк Пірсон, головні ролі виконали Гаррісон Форд, Браян Деннегі, Рауль Хулія, Бонні Беделіа та Грета Скаккі. Для Джеффрі Райта це перша роль у кіно.

## Синопсис
У фільмі розповідається про прокурора Расті Сабіча (Гаррісон Форд), якого звинувачують у вбивстві його колеги та коханки Керолін Полемус (Грета Скаккі).

## Акторський склад
| Актор           | Роль                             |
| --------------- | -------------------------------- |
| Гаррісон Форд   | Розат К. «Расті» Сабіч прокурор  |
| Браян Деннегі   | Реймонд Хорґан окружний прокурор |
| Рауль Хулія     | Алехандро «Сенді» Стерн адвокат  |
| Бонні Беделіа   | Барбара Сабіч дружина Расті      |
| Грета Скаккі    | Керолін Полемус коханка Расті    |
| Пол Вінфілд     | Ларрен Л. Літтл суддя            |
| Джон Спенсер    | Ден Ліпранцер детектив           |
| Бредлі Вітфорд  | Квентін «Джеймі» Кемп            |
| Джозеф Маццелло | Венделл МакГаффен                |
| Джеффрі Райт    | прокурор обвинувачення           |

## Виробництво

### Розробка
Роман Скотта Туроу Презумпція невинності" 1987 року вперше зацікавив кінопродюсерів за рік до його публікації. Права на екранізацію стали предметом торгової війни між багатьма відомими студіями та продюсерами. Девід Браун і Річард Д. Занук зробили першу ставку в $75 000. Дон Сімпсон і Джеррі Брукхаймер спочатку запропонували $300 000, профінансовані Paramount Pictures, але відступили, коли ставки зросли до $750 000. Пітер Ґубер і Джон Пітерс, а також Сідні Поллак і Марк Розенберг з Mirage Enterprises запропонували 1 мільйон доларів власними коштами. Metro-Goldwyn-Mayer та Irwin Winkler також робили ставки, тоді як Universal Pictures відмовилася від проекту. Після того, як Поллак і Розенберг придбали права на фільм у грудні 1986 року, United Artists домовилися з продюсерами про фінансування та дистрибуцію стрічки. У травні 1987 року Поллак найняв Френка Пірсона для написання сценарію. Незабаром після цього United Artists відмовилися від дистрибуції. У липні 1988 року проект перейшов до Warner Bros.

### Кастинг
На головну роль Расті Сабіча розглядалося кілька відомих акторів. Кевін Костнер відмовився від ролі, а на Роберта Редфорда Поллак наклав вето через його вік. Коли Алана Пакула найняли режисером фільм, він запропонував роль Гаррісону Форду, вважаючи, що актор має «якості простака», які найкраще підходять для цього персонажа. Кастинг Форда був затверджений у березні 1989 року. За цю роль він отримав 7 мільйонів доларів. Форд згадував: «Друзі попереджали мене, що це важка роль, тому що Расті — пасивний, внутрішній персонаж. Хоча Расті присутній у кожній сцені, вся дія відбувається навколо нього». Після кастингу Форд прочитав роман, щоб уникнути суперечок про події та деталі з книги, які залишилися б поза увагою у фільмі. Форд також запропонував Пакулі коротко підстригти Расті. Він пояснив це так: «Я бачив багато речей, які можна висловити за допомогою короткої стрижки. Найпростіше, що я хотів сказати глядачам, щоб вони не очікували побачити Гаррісона Форда, якого вони бачили раніше».
Готуючись до своїх ролей, акторам було надо доступ до адвокатів, які виступали в ролі радників. Форд разом з Пакулою спостерігав за судовими справами в суді Рекордерс у Детройті та переглядав навчальні відеоматеріали Асоціації прокурорів Мічигану. Грета Скакі спостерігала за Ліндою Фейрштайн, керівницею відділу сексуальних злочинів окружного прокурора Мангеттена. Рауль Хуліа вивчав свою роль з кримінальним адвокатом Майклом Кеннеді.

### Зйомки
Пакула провів три тижні, репетируючи з акторами, перш ніж основні зйомки розпочалися 31 липня 1989 з бюджетом у 20 мільйонів доларів. Зйомки почалися в Детройті, де були зняті екстер'єрні сцени. Серед локацій — готель «Вестін» у Ренесанс Центрі, «Філіп А. Гарт Плаза», таверна «Вудбрідж», Східний ринок, бар і ресторан «Джекі», пристань для яхт «Сент-Обен» і дах гаража «Інтернешнл Плаза». 3 серпня 1989 року виробництво переїхало в Реом Парк у Віндзорі, Онтаріо, для 13-годинних зйомок. Після завершення зйомок у Детройті 9 серпня 1989 року виробництво переїхало до студії «Кауфман Асторія» у Квінсі. Творці фільму побудували залу суду за зразком зали в Клівленді, штат Огайо, яка була недоступна для зйомок. Потім виробництво було перенесено в Ньюарк, Нью-Джерсі. З 14 по 15 серпня режисери знімали сцени в мерії Ньюарка. У будівлі суду для ветеранів округу Ессекс був знятий невеликий епізод із залом суду, а міський морг Ньюарка використовували для зображення медичного кабінету доктора Кумагаї. Для сцени допиту підозрюваного Расті і детективом Ліпранзером був використаний житловий будинок, запланований до знесення.
Наприкінці серпня знімальна група переїхала в Аллендейл. Заміський будинок на вулиці Іст Орчард був використаний для зйомок екстер'єру та інтер'єру будинку родини Сабіч. У підвалі будинку знімали сцену за участю Расті та його дружини. Потім актори та знімальна група повернулися до студії «Кауфман Асторія», щоб відзняти додаткові сцени. Зйомки завершилася 24 жовтня 1989 року.

## Випуск
Світова прем'єра фільму відбулася 25 липня 1990 року в кінотеатрі «Фокс Брюйн» у Лос-Анджелесі. Широкий кінотеатральний прокат почався 27 липня 1990 року, дистриб'ютором виступила компанія Warner Bros. 7 серпня 1990 року лейбл Varèse Sarabande випустив альбом саундтреків із музикою Джона Вільямса.
Фільм зібрав 221 303 188 доларів у світовому прокаті.
Випуск на VHS та LaserDisc відбувся 27 березня 1991 року компанією Warner Home Video, а на DVD 17 грудня 1997 року.23 лютого 2010 року стрічка була випущена на Blu-ray як частина «Thriller Double Feature» разом з фільмом «Несамовитий» (1988).